# سلسفي
السَلسفي أو سوداء القشرة أو الدبح أو الصًُبحي أو عشبة الأفعى (باللاتينية: Scorzonera) جنس نباتي ينتمي إلى الفصيلة النجمية ويضم حوالي 100 نوع.

## من أنواعهالواطنةفيالوطن العربي
1. السلسفي الثؤلولي (باللاتينية: Scorzonera verrucosa) في بلاد الشام وتركيا
2. السلسفي دائم الأوراق (باللاتينية: Scorzonera isophylla) في بلاد الشام
3. السلسفي الدراري (باللاتينية: Scorzonera drarii) في سيناء
4. السلسفي رطب الأوراق (باللاتينية: Scorzonera psychrophila) في بلاد الشام وتركيا
5. السلسفي رفيع الأوراق (باللاتينية: Scorzonera angustifolia) في المغرب العربي وإسبانيا
6. السلسفي رَمادي القُنْزُعَة (باللاتينية: Scorzonera phaeopappa) في بلاد الشام وتركيا
7. السلسفي السوري (باللاتينية: Scorzonera syriaca) في بلاد الشام
8. السلسفي السيزاربانوفي (باللاتينية: Scorzonera czerepanovii) في بلاد الشام والقوقاز
9. السلسفي الشفاينفورتي (باللاتينية: Scorzonera schweinfurthii) في بلاد الشام ومصر
10. السلسفي صغير الأزهار (باللاتينية: Scorzonera parviflora) في بلاد الشام
11. السلسفي العالي (باللاتينية: Scorzonera elata)
12. السلسفي القاسي (باللاتينية: Scorzonera rigida) في بلاد الشام وتركيا وأرمينيا
13. السلسفي كثير التشعبات (باللاتينية: Scorzonera caespitosa) في المغرب العربي
14. سلسفي كوتشي (باللاتينية: Scorzonera kotschyi) في بلاد الشام
15. السلسفي اللبناني (باللاتينية: Scorzonera libanotica) في بلاد الشام
16. السلسفي المتجمع (باللاتينية: Scorzonera scopariiformis) في بلاد الشام
17. السلسفي متعدد السوق (باللاتينية: Scorzonera multiscapa) في بلاد الشام وتركيا
18. السلسفي المتموج (باللاتينية: Scorzonera undulata) في مصر والمغرب العربي
19. السلسفي المتورم (باللاتينية: Scorzonera tuberculata) في بلاد الشام
20. السلسفي المفتوق الأوراق (باللاتينية: Scorzonera laciniata)
21. السلسفي المقنزع (باللاتينية: Scorzonera papposa) في بلاد الشام
22. السلسفي المكملي (باللاتينية: Scorzonera mackmeliana) في بلاد الشام
23. السلسفي الملتوي (باللاتينية: Scorzonera tortuosissima) في بلاد الشام

## من أنواعه غير الموجودة في الوطن العربي
1. السلسفي الأرجواني (باللاتينية: Scorzonera purpurea)
2. السلسفي أملس الثمرة (باللاتينية: Scorzonera lasiocarpa) في تركيا
3. سلسفي بواسييه (باللاتينية: Scorzonera boissieri)
4. السلسفي البيسيدي (باللاتينية: Scorzonera pisidica) في تركيا
5. السلسفي الثعباني (باللاتينية: Scorzonera serpentinica) في اليونان
6. السلسفي الجميل (باللاتينية: Scorzonera pulchra)
7. السلسفي خربقي الأوراق (باللاتينية: Scorzonera veratrifolia) في تركيا
8. السلسفي الرمادي (باللاتينية: Scorzonera cinerea)
9. السلسفي شبه صوفي (باللاتينية: Scorzonera sublanata)
10. السلسفي الشعري (باللاتينية: Scorzonera hirsuta)
11. السلسفي شوفتسي (باللاتينية: Scorzonera szowitzii) في تركيا وأرمينيا
12. السلسفي القزم (باللاتينية: Scorzonera pygmaea) في تركيا
13. السلسفي الكريتي (باللاتينية: Scorzonera cretica)
14. السلسفي المتشعب (باللاتينية: Scorzonera ramosissima)
15. السلسفي المنتفخ (باللاتينية: Scorzonera tomentosa)
16. السلسفي المنخفض (باللاتينية: Scorzonera humilis) في معظم مناطق أوروبا
17. السلسفي الناعم (باللاتينية: Scorzonera mollis) في تركيا والبلقان
18. السلسفي نصلي الأوراق (باللاتينية: Scorzonera ensifolia) موطنه أوكرانيا ومولدوفا وروسيا

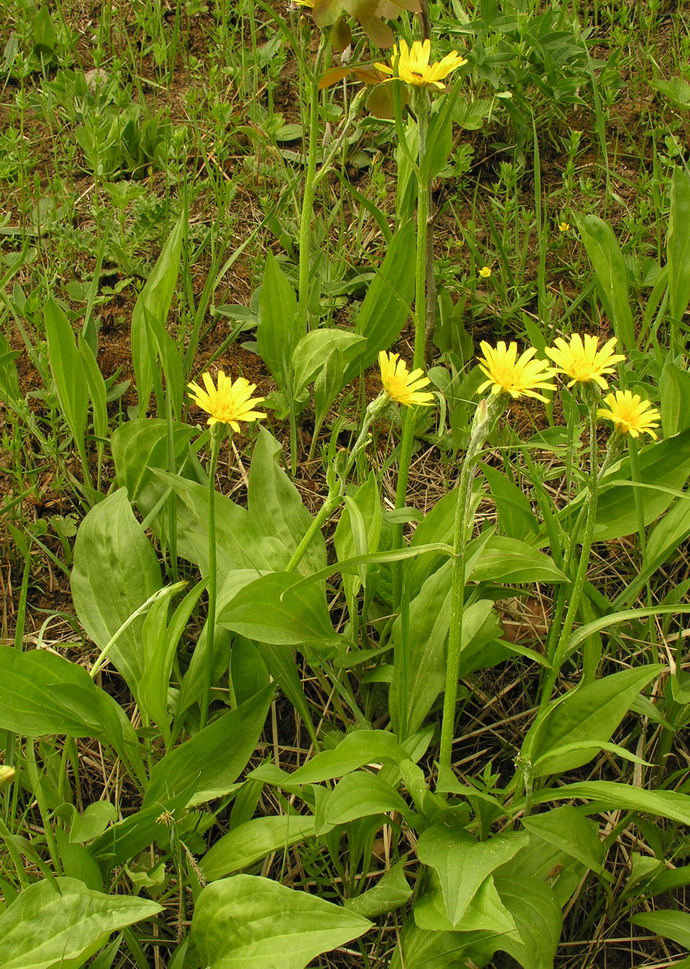
السلسفي المنخفض

19. السلسفي النمساوي (باللاتينية: Scorzonera austriaca)
20. السلسفي الهسباني (باللاتينية: Scorzonera hispanica)